# João Pinheiro (político)
João Pinheiro da Silva (Serro, 16 de dezembro de 1860 — Belo Horizonte, 25 de outubro de 1908) foi um político, advogado e industrial brasileiro.
Era filho do italiano Giuseppe Pignataro, que no Brasil adotou o nome de "José Pinheiro da Silva".
Estudou no Seminário de Mariana, e posteriormente formou-se em ciências jurídicas na Faculdade de Direito de São Paulo, transferindo-se posteriormente para Ouro Preto, onde fundou o Clube Republicano, em 1888, precursor do Partido Republicano Mineiro. Foi também fundador da folha republicana "O Movimento" (depois transformado em órgão oficial do PRM) e da Faculdade Livre de Direito do estado, em Ouro Preto.
Em 1890 exerceu interinamente o Governo de Minas, como vice-presidente, sendo logo depois nomeado efetivo. Foi eleito deputado federal à Constituinte de 1891, recolhendo-se depois ao trabalho na indústria de cerâmica, que possuía com a família em Caeté, decepcionado com os rumos da política. Em 1903, coordena o Congresso Agrícola, Industrial e Comercial. Voltou novamente à vida política, sendo eleito senador da República em 1905 e Presidente de Minas Gerais em 1906. Na presidência estadual, empreende a primeira grande reforma do ensino no estado (onde, durante dois séculos, "nunca existiu método algum de ensino primário"), lança as bases de uma sólida política de desenvolvimento e funda o Instituto Histórico e Geográfico de Minas Gerais. Morreu antes de concluir o seu mandato, sendo substituído pelo seu vice, Júlio Bueno Brandão. 
João Pinheiro deixou um legado de idéias e obras que marcaram o nascimento do regime republicano em Minas, tornando-se um dos políticos de maior expressão do Brasil, no início do século XX.
Em 1911 foi homenageado com a denominação de um município no noroeste de Minas Gerais: João Pinheiro.